# Sidi Ali Ben Hamdouche
Pour les articles homonymes, voir Sidi Ali.
Sidi Ali Ben Hamdouche (en arabe : سيدي علي بن حمدوش ; en amazighe : ⵙⵉⴷⵉ ⵄⵍⵉ ⴱⵏ ⵃⵎⴷⵓⵛ) est une ville du Maroc. Elle est située dans la région Casablanca-Settat.